# Song Number 1
A Song #1 egy dal, mely Oroszországot képviselte a 2007-es Eurovíziós Dalfesztiválon. A dalt az orosz Serebro női trió adta elő angol nyelven. Mivel 2006-ban Oroszország második lett, így 2007-ben nem kellett részt venni az elődöntőben. A május 12-i döntőben a fellépési sorrendben tizenötödikként adták elő a lett Bonaparti.lv "Questa notte" című dala után és a német Roger Cicero "Frauen regieren die Welt" című dala előtt. A szavazás során 207 pontot szerzett, mely a 3. helyet érte a 24 fős mezőnyben.

## Lásd még
- Serebro
- 2007-es Eurovíziós Dalfesztivál